# Droga krajowa B505 (Niemcy)
Droga krajowa 505 (niem. Bundesstraße 505) – niemiecka droga krajowa przebiegająca na osi północ-południe i jest połączeniem autostrady A3 z autostradą A73 koło Bambergu w północnej Bawarii.
Droga spełnia parametry drogi ekspresowej.
Droga, jest oznakowana jako B505 od połowy lat 60. XX stulecia. Początkowo droga prowadziła do A9 w Bayreuth. W 1974 fragment Bamberg – Bayreuth został przemianowany na A70.